# Gul stäpplilja
Gul stäpplilja (Eremurus stenophyllus) är en art inom stäppliljesläktet (Eremurus) och familjen afodillväxter.